# Yasuyuki Kase
Yasuyuki Kase (jap. 加瀬 康之 Kase Yasuyuki; ur. 14 marca 1971 w Ōta) – japoński seiyū. Dawniej należał do Mausu Promotion, obecnie przynależy do agencji Ōsawa Office.

## Role głosowe
- Air Gear (Fumei Goshogawara)
- Bleach (Kano Ashido)
- Bobobo-bo Bo-bobo (Megafan)
- Code Geass (Kewell Soresi, Yoshitaka Minami)
- Code Geass R2 (Yoshitaka Minami, Claudio S. Darlton)
- Fairy Tail (Simon, Dan Straight)
- Fullmetal Alchemist: Brotherhood (Henry Douglas, Heathcliff Arb)
- Gunparade Orchestra (Junichi Tajima)
- Jigoku Shojo Mitsuganae (Seiji Yamaoka (odc. 2))
- Inazuma Eleven (Kevin Dragonfly, Lane „Arès” War, Ben Simmons)
- Kankurō w:
  - Naruto
    - Naruto the Movie 2: Legend of the Stone of Gelel

  - Naruto Shippūden
    - Naruto Shippūden 3: Inheritors of the Will of Fire
- Konjiki no Gash Bell!! (Maestro)
- Mobile Suit Gundam 00 (Emilio Ribisi)
- Okuto Kotsubo w:
  - Rosario + Vampire
  - Rosario + Vampire Capu2
- Soul Eater (Eibon)
- Street Fighter Alpha: Generations (Ryu)
- Tamagotchi! (Spacytchi)
- Transformers: Galaxy Force (First Aid, First Gunner, Tera Shaver)
- Trouble Chocolate (Truffle)
- Uninhabited Planet Survive! (Farlow)
- Zettai Shonen (Takuma Kaburaki)